# Tsuyoshi Otsuki
Tsuyoshi Otsuki (大槻 毅 Otsuki Tsuyoshi?), född 1 december 1972 i Miyagi prefektur, är en japansk före detta fotbollsspelare och tränare.
Otsuki började sin karriär i Sony Sendai FC. Otsuki har efter den aktiva karriären verkat som tränare och har tränat J1 League-klubben Urawa Reds.